# Double Seven
Double Seven je dvanaesti album sastava The Upsetters. Izašao je 1974. godine pod etiketom Trojan Records, a producirao ga je Lee Scratch Perry. Sniman je u londonskom studiju Chalk Farm i na još nekim mjestima. Album traje 39 minuta. Žanrovski pripada roots reggaeu i dubu.

## Popis pjesama

### Strana A
1. Kentucky Skank - The Upsetters - 3:35 (tekst: Perry)
2. Double Six - U Roy - 2:21 (tekst: Perry)
3. Just Enough - David Isaacs - 3:09 (tekst: Allen, Mize)
4. In The Iaah - The Upsetters - 2:48 (tekst: Perry)
5. Jungle Lion - The Upsetters - 3:13 (tekst: Perry)
6. We Are Neighbours - David Isaacs - 3:15 (tekst: Joseph, Record)

### Strana B
1. Soul Man - Lee Perry - 3:17 (tekst: Hayes, Porter)
2. Stick Together - U Roy - 2:47 (tekst: Perry)
3. High Fashion - I Roy - 2:15 (tekst: Perry)
4. Long Sentence - The Upsetters - 2:06 (tekst: Perry)
5. Hail Stones - The Upsetters - 1:56 (tekst: Perry)
6. Ironside - The Upsetters - 2:01 (tekst: Perry)
7. Cold Weather - The Upsetters - 3:02 (tekst: Perry)
8. Waap You Waa - The Upsetters - 3:25 (tekst: Perry)